# Naz Reid

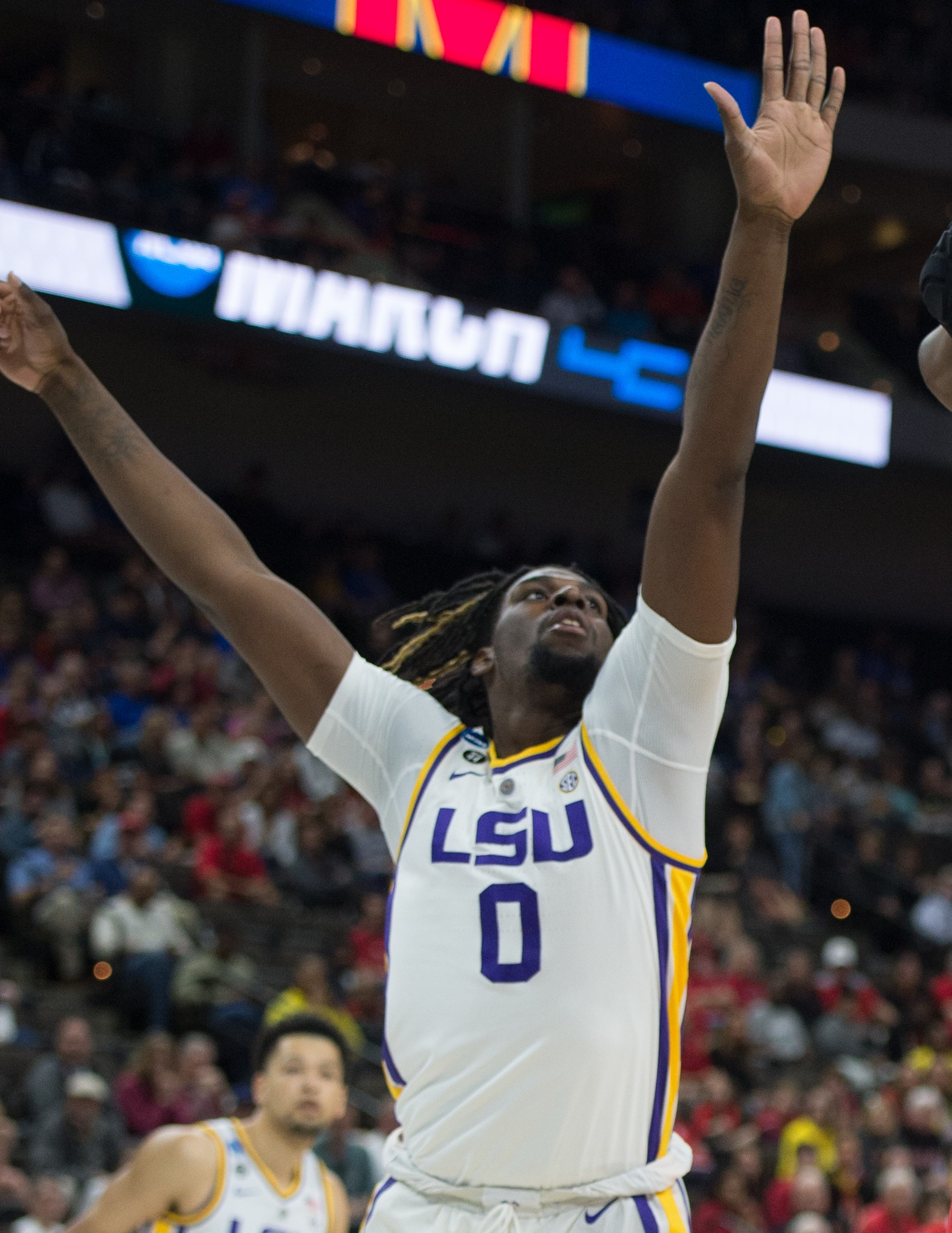
Naz Reid, 2019.

Nazreon Hilton "Naz" Reid, född 26 augusti 1999 i Asbury Park i New Jersey, är en amerikansk professionell basketspelare (C/PF) som spelar för Minnesota Timberwolves i National Basketball Association (NBA).
Han blev aldrig NBA-draftad.
Innan Reid blev proffs studerade han vid Louisiana State University och spelade för deras idrottsförening LSU Tigers.